# کارالیادا
کارالیادا (به لاتین: Karaliyadda) یک منطقهٔ مسکونی در سری‌لانکا است که در ناحیه کندی واقع شده‌است. کارالیادا ۴۷۶ متر بالاتر از سطح دریا واقع شده‌است.